# Fiat G.50
El Fiat G.50 Freccia ("Fletxa") era una caça desenvolupat per la companyia Fiat en Itàlia al principi dels anys trenta. Era un disseny molt modern tractant-se del primer monoplà completament metàl·lic en servei italià. També tenia un tren d'aterratge completament retràctil i una cabina coberta.
El primer vol fou el 26 de febrer de 1937 i l'any següent entraren en l'arsenal de la Regia Aeronautica sent alguns exemplars transferits a l'Aviazione Legionaria servint al bàndol nacional durant la Guerra Civil espanyola. Aquest va ser el baptisme de foc de l'aparell i on aconseguí bona reputació de ser molt maniobrable i ràpid.
No obstant això durant les etapes inicials de la Segona Guerra Mundial es feren obvies les seues limitacions: armament inadequat comprès per dues metralladores Breda-SAFAT de 12.7mm i exposició del pilot al foc enemic a causa de l'elevació de la cabina. Així i tot, continuà servint en quasi tots els fronts italians: Europa occidental, Àfrica del Nord, els Balcans i Itàlia. Així desenvolupà certa rivalitat amb l'aparell de prestacions similars Hawker Hurricane, creació britànica, durant aquests duels els G.50 demostraren ser lleugerament inferiors en rang i velocitat, cosa que provocà la creació un programa de millores a la fi d'incrementar el seu rang.
L'aparell va ser exportat als distints aliats d'Itàlia durant el conflicte com ara Croàcia i Finlàndia, que revé 35 aparells sent aquests emprats durant la Guerra d'Hivern i la Guerra de Continuació contra la Unió Soviètica durant les quals, suposadament, obtingueren una ràtio de victòries de 33:1.

## Disseny i desenvolupament

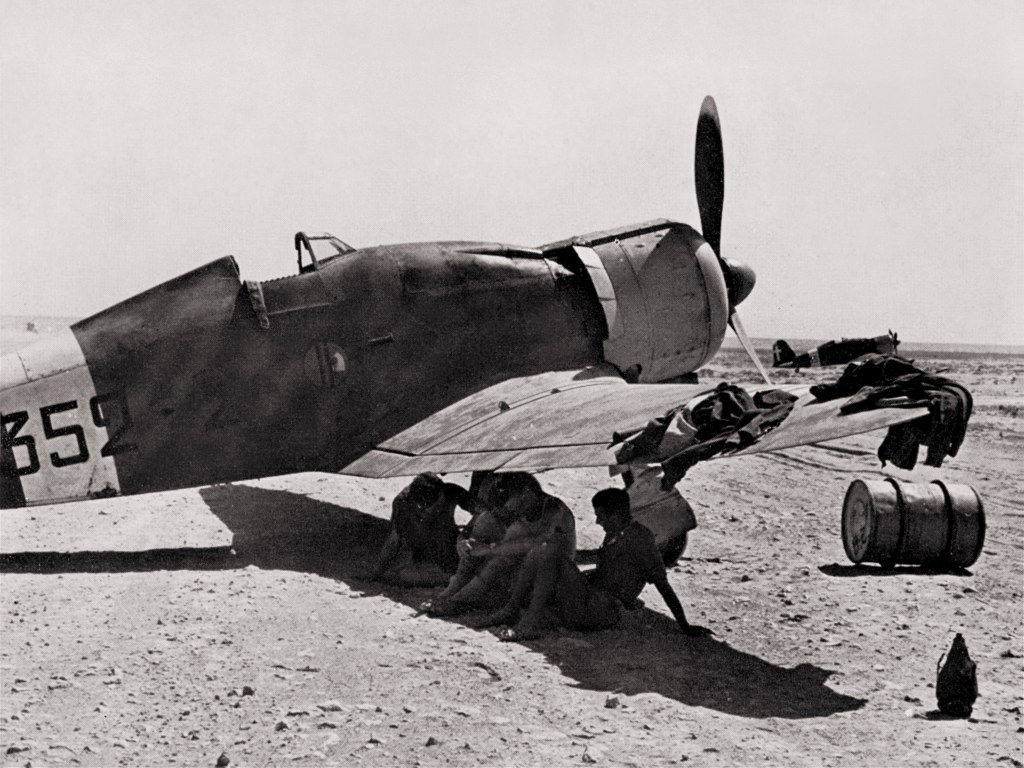
G.50 a Cirenaica l'any 1941.

Durant la segona meitat dels anys trenta es feu patent la superioritat dels monoplans metàl·lics sobre els biplans convencionals que havien dominat els cels fins ara, és per això que la Regia Aeronautica convocà un concurs a la fi de comptar amb un caça modern.
La falta de preparació de la indústria aeronàutica italiana feu que es presentessin un gran nombre d'aparells de les empreses Aeronautica Umbra, Caproni Vizzola, IMAM, Fiat, Macchi i Reggiane amb unes prestacions subpars amb els requeriments oficials. Entre tots només Macchi amb el seu aparell C.200 i Fiat amb el G.50 foren admesos durant les proves inicials.
El disseny de Fiat partia dels esbossos de Giuseppe Gabrielli que demostraven que es tractava d'un aparell prometedor. Amb ala baixa cantilever, completament metàl·lic i amb revestiment tèxtil a les superfícies de control i tren d'aterratge retràctil. Inicialment, les autoritats militars italianes eren escèptiques, suggerint un nombre important de reformes a l'aeronau que permeteren la seua admissió com ara l'apertura de la cabina, cosa que es realitzà a partir de la 45a unitat. En total 833 aparells foren fabricats entre 1935 i 1942, 428 per CMASA i la resta per Fiat.
Les primeres unitats equiparen el Gruppo Sperimentale di Caccia amb destí Espanya, on participarien en la Guerra Civil estacionats a l'aeròdrom d'Escalona. Sent cedides als nacionals i transferides a l'aeròdrom de Nador (Protectorat de Marroc) junt amb els He-112.
Durant les etapes inicials de la Segona Guerra Mundial, Itàlia tenia uns 97 avions d'aquest tipus operatius combatent primer al sud-est francès i més tard, en mans del Corpo Aereo Italiano, contra el Regne Unit en la batalla d'Anglaterra amb base a Bèlgica, on el seu limitat rang es convertí un problema seriós. Finalment els Gruppi 24 i 154 participaren en la guerra contra Grècia amb base a Albània.
El desenvolupament G.50bis s'inicià l'any 1940 a la fi de vèncer les limitacions demostrades per l'avió sobre el Canal de la Mànega. La nova versió presentava un rang major i panells addicionals que protegien al pilot dels vents laterals. Aparegué sobre els cels de Croàcia i Nord-àfrica en poder dels Gruppi 2 i 155. En aquest teatre li foren aplicades modificacions d'emergència a la fi de suplir el rol de caça bombarder al 50è Stormo.
L'any 1943, després de l'Armistici, Itàlia només comptava amb 4 unitats operatives que serien més tard entrenadores dels pilots de la República Social Italiana.
L'únic comprador d'aquest avió, a part d'Espanya i Croàcia, fou Finlàndia, que adquirí 35 unitats per combatre la Unió Soviètica durant la Guerra D'Hivern.

## Variants

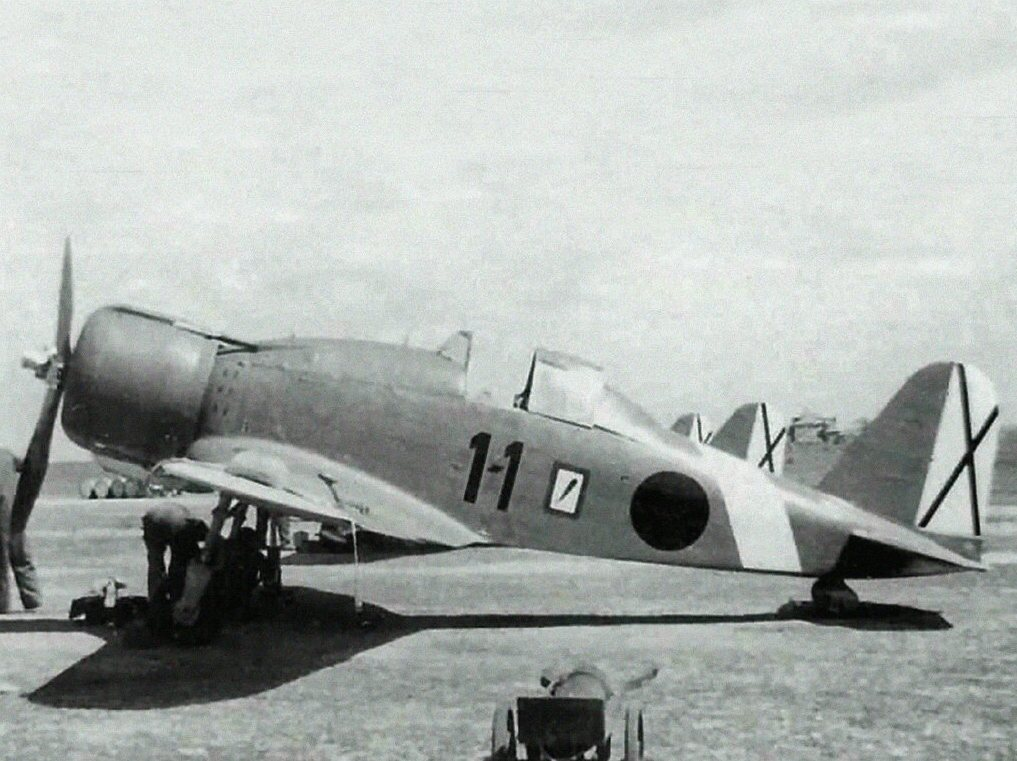
Fiat G.50 de Mario Bonzano durant la Guerra Civil espanyola.

### G.50
Primera versió de producció. Al voltant de 309 unitats.

### G.50 bis
Desenvolupament del G.50 amb major rang operatiu. Al voltant de 421 unitats.

### G.50 ter
Versió amb un motor Fiat A.76 de 746 kW (1,000 CV) Fiat A. Unitat única de prova.

### G.50V
Versió amb un motor Daimler-Benz DB 601 V12 i refrigeració líquida. Unitat única de prova.

### G.50 bis A/N
Versió biplaça de bombardeig. Unitat única de prova,

### G.50B
Entrenador biplaça amb controls dobles. Al voltant de 100 unitats produïdes.

### G.51
Versió de producció del G.50V, abandonat amb l'aparició del Fiat G.55. Cap unitat produïda.

### G.52
Versió amb motor Fiat A.75 R.C.53. Cap unitat produïda.

## Especificacions (G.50)

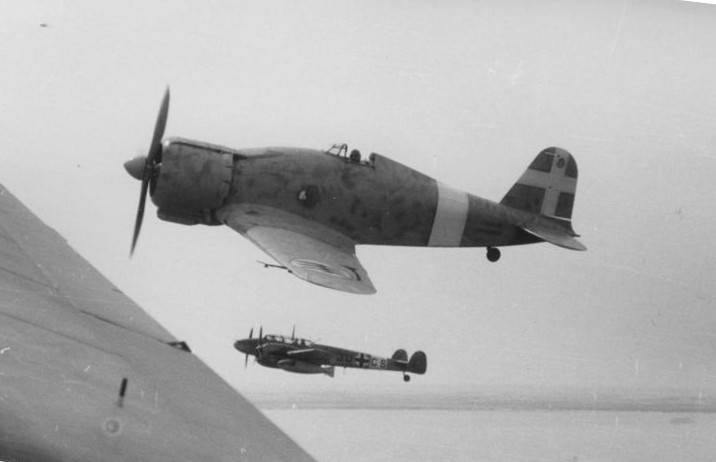
G.50 volant en formació amb un Bf 110.

## Especificacions (G.50)[3]

### Característiques generals
- Tripulació: 1
- Longitud: 8,01 m.
- Amplària: 10,99 m.
- Altura: 3,28 m.
- Superfície alar: 18,25 m².
- Pes buit: 1.963 kg.
- Pes màxim 2.402 kg.
- Planta motriu: un motor Fiat A.74 RC38 radial de 14 cilindres refrigerat per aire de 649 kW (870 CV).

### Rendiment
- Velocitat màxima: 470 km/h a 5,000 m
- Rang: 445 km.
- Sostre: 10.700 m.
- Temps d'arribada a 5,000 m: 6,05 min.

### Armament
- Armes: 2 metralladores Breda-SAFAT de12.7 mm.